# Ratvaj
Ratvaj (Hongaars: Ratvaj) is een Slowaakse gemeente in de regio Prešov, en maakt deel uit van het district Sabinov.
Ratvaj telt 145 inwoners.

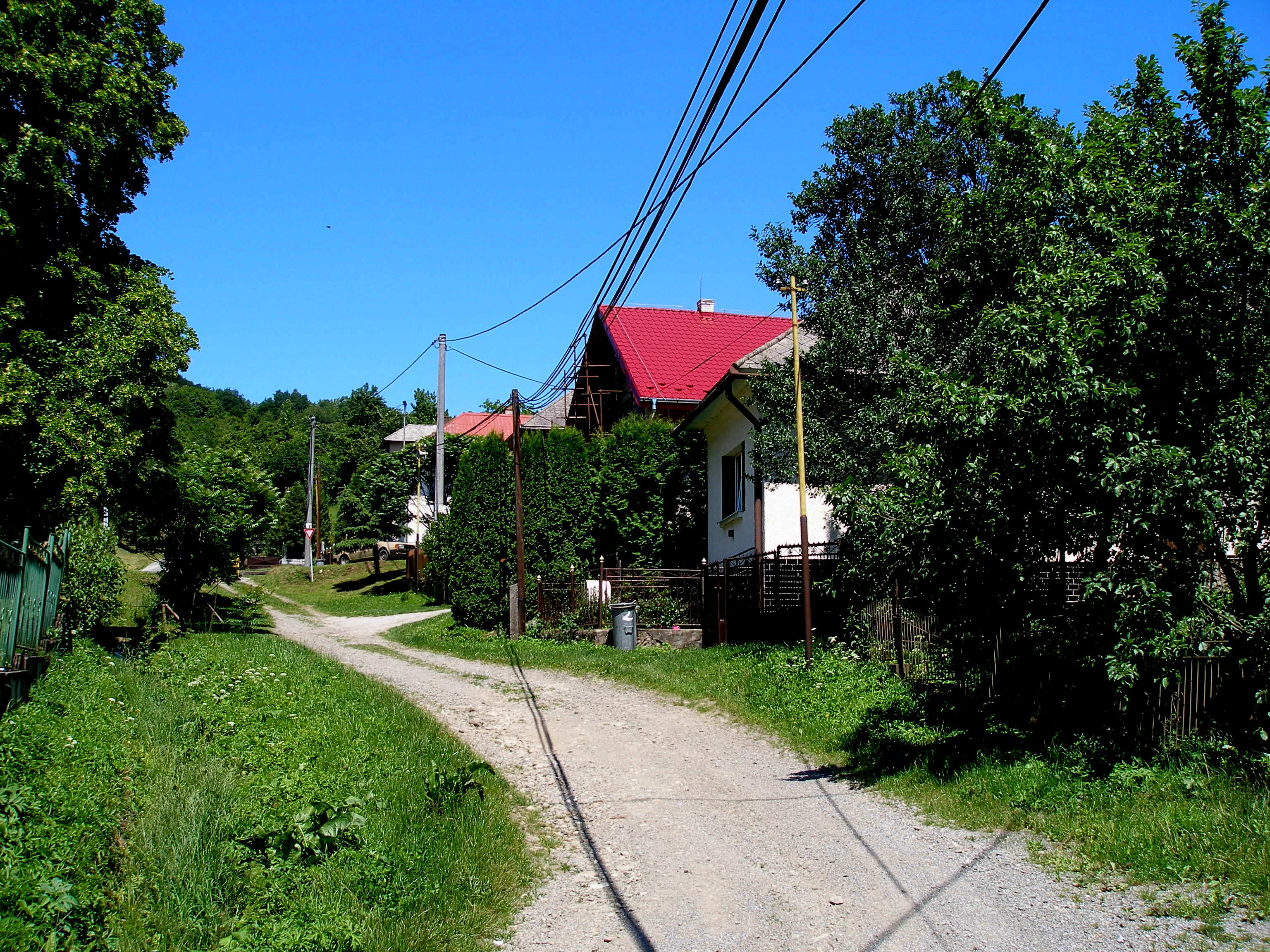
Ratvaj
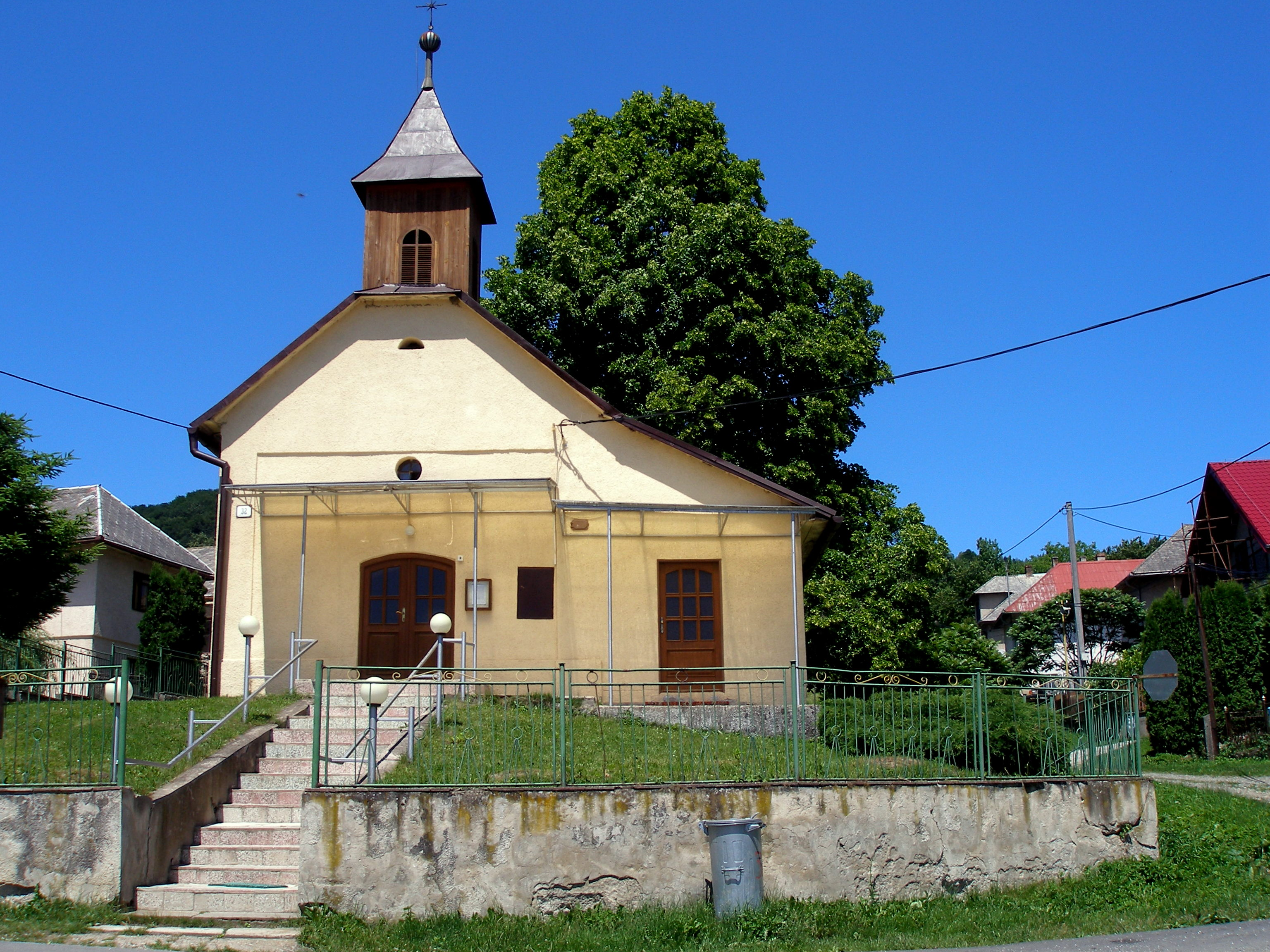
Kerk in Ratvaj